# Piskî, Pustomîtî
Piskî (în ucraineană Піски) este o comună în raionul Pustomîtî, regiunea Liov, Ucraina, formată numai din satul de reședință.

## Demografie
Componența lingvistică a comunei Piskî
     Ucraineană (99,53%)
     Alte limbi (0,47%)
Conform recensământului din 2001, majoritatea populației comunei Piskî era vorbitoare de ucraineană (99,53%), existând în minoritate și vorbitori de alte limbi.